# Baiocasses

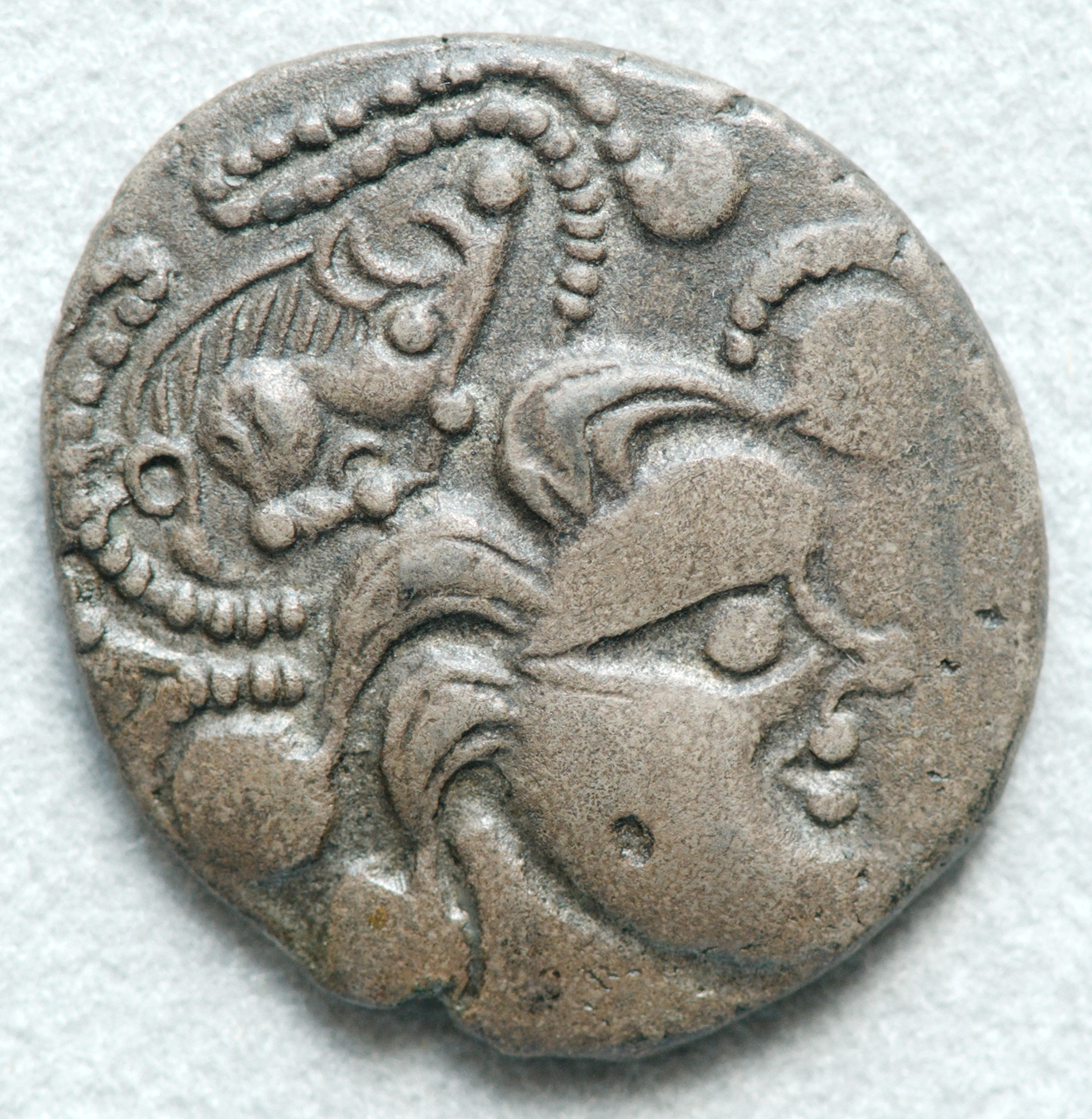
Munt van de Baiocasses

De Baiocasses waren een Gallische volksstam, die ten tijde van hun onderwerping in 57 v.Chr. door Julius Caesar hun woongebied hadden in het westelijke deel van het huidige Franse Calvadosdepartement, in Laag-Normandië. Waarschijnlijk waren de Baiocasses een deelstam van de Gallische stam der Lexovii. Westelijk van de Baiocasses verbleven de Venelli in de Cotentin; ten oosten woonden de Viducasses in de streek rond de huidige stad Vieux, in het oostelijke deel van de tegenwoordige Calvados.

## Historische vermelding en etymologie van de naam
Julius Caesar maakte in zijn verslag Commentarii de Bello Gallico geen melding van de Baiocasses. Ptolemaeus vermeldde de Biducasi, maar bedoelde kennelijk de Viducasses, aangezien hij als hun hoofdstad het Viducassische Argenua noemt. De Baiocasses waren kennelijk wel dezelfden als de door Plinius de Oudere in diens Naturalis Historiae beschreven "Bodiocasses", genoemd als buurvolk van de Venelli en de Viducasses. Daarmee is het waarschijnlijk dat de naam Baiocasses of “Bodiocasses” was samengesteld uit de Gallische woorden bodio in de betekenis “kraai” en cassi, “haardracht”, daarmee betekenend: “zij met kraaienzwart haar” of kortweg “de kraaienzwartharigen”.

## Hoofdplaats van de Baiocasses
In de laat-Romeinse tijd werd het leefgebied van de Baiocasses een bestuurlijke eenheid onder de naam Pagus Baiocensis, overeenkomend met het huidige landschap Le Bessin. De hoofdplaats van de Baiocasses, gelegen aan de rivier de Aure, werd door henzelf Bajocasses genoemd. De Romeinen herdoopten het tot Augustodurum; in de laat-Romeinse tijd heette de inmiddels belangrijke stad Civitas Baiocassium. In de Merovingische tijd werd de stad Baiocas genoemd, ten tijde van Willem de Veroveraar gespeld als Bayeaux, waarbij de –x schijnbaar oorspronkelijk werd uitgesproken als –k(a)s. Later verkreeg de stadsnaam haar tegenwoordige spelling en uitspraak Bayeux. Deze ontwikkelingen zijn vergelijkbaar met die van de aan stamnamen ontleende stadsnamen Dreux (van Tricasses) en Vieux (van Viducasses).